# Big Bear Records
Big Bear Records is een Brits platenlabel gespecialiseerd in jazz en blues. Het werd in 1968 door Jim Simpson opgericht en is daarmee het oudste onafhankelijke Britse platenlabel. De naam werd gesuggereerd door de diskjockey John Peel: de loop van Simpson deed hem aan een beer denken. Het label kwam voort uit Simpsons productiebedrijf dat zich onder meer ontfermde over de rockgroep Black Sabbath tijdens de eerste jaren van het bestaan van de band. 
Musici die op het label uitkwamen zijn onder meer Eddie "Guitar" Burns, Doctor Ross, The Mighty Flea, Homesick James, Snooky Prior, Eddie "Playboy" Taylor, Cousin Joe, Big John Wrencher, Willie Mabon, Clark Terry, King Pleasure and the Biscuit Boys, Kenny Baker, Duncan Swift, Tipitina, Dr. Teeth Big Band en het trio van Nomy Rosenberg.